# Почесні громадяни Херсона
Почесний громадянин міста Херсона — звання, що присвоюється рішенням сесії Херсонської міської ради для громадян, що мають особливі заслуги перед містом Херсоном.
Звання «Почесний громадянин міста Херсона» засновано рішенням Херсонської міської ради депутатів трудящих від 31 жовтня 1967 року № 48.
Цим же рішенням міської ради затверджено Положення щодо порядку присвоєння звання «Почесний громадянин міста Херсона». Першими були удостоєні цього почесного звання Лисогоров С. Д., професор, доктор сільськогосподарських наук, Шенгелія Г. Д., Герой Радянського Союзу, учасник боїв за Херсон з німецькими військами у березні 1944 року, Калабухов І. С., начальник механічних майстерень морського порту.
На підставі змін, що сталися у суспільно-політичному житті країни, клопотань ряду трудових колективів та громадських організацій міста міською радою рішенням від 27.09.94 № 16 були внесені зміни і доповнення до Положення «Про порядок присвоєння звання „Почесний громадянин міста Херсона“».

## Почесні громадяни
| №  | Прізвище, ім'я, по батькові      | Коротко про особу | Нагороджений за | Дата присвоєння |
| -- | -------------------------------- | --- | --- | --------------- |
| 1  | Лисогоров Сергій Дмитрович       | Доктор сільськогосподарських наук, професор, «Заслужений працівник вищої школи СРСР», автор 175 друкованих видань | За активну участь у боротьбі проти німецько-фашистських загарбників і багаторічну самовіддану працю у розвитку вітчизняної науки | 31 жовтня 1967  |
| 2  | Шенгелія Георгій Давидович       | Герой Радянського Союзу, учасник боїв за Херсон з німецькими військами у березні 1944 року | За героїчний подвиг, проявлений у боях за визволення м. Херсона від німецько-фашистських загарбників у роки Великої Вітчизняної війни, велику роботу з військово-патріотичного виховання молоді                                                                                     | 31 жовтня 1967  |
| 3  | Калабухов Іван Савелійович       | Організатор виробництва, раціоналізатор, начальник механічних майстерень Херсонського морського порту | За активну участь у боротьбі проти німецько-фашистських загарбників у роки Великої Вітчизняної війни, багаторічну самовіддану працю з відновлення і розвитку м. Херсона, активну громадську діяльність                                                                              | 31 жовтня 1967  |
| 4  | Тітенко Марія Іларіонівна        | «Заслужений лікар УРСР», «Відмінник охорони здоров'я», депутат Верховної Ради СРСР двох скликань | За активну участь у боротьбі проти німецько-фашистських загарбників у роки Великої Вітчизняної війни, багаторічну самовіддану працю, активне громадське життя | 27 березня 1968 |
| 5  | Маргелов Василь Пилипович        | Генерал армії, кандидат військових наук, Герой Радянського Союзу, лауреат Державної премії СРСР | За заслуги під час визволення м. Херсона від німецько-фашистських загарбників | 27 грудня 1968  |
| 6  | Матвєєв Олександр Костянтинович  | Токар, нагороджений орденом «Знак Пошани», «Заслужений працівник транспорту УРСР» | За багаторічну самовіддану працю з відновлення і розвитку м. Херсона та активну громадську діяльність | 22 жовтня 1970  |
| 7  | Жолобов Віталій Михайлович       | Льотчик-космонавт СРСР, Герой Радянського Союзу | За мужність і героїзм, проявлені під час здійснення тривалого польоту на орбітально-науковій станції «Салют-5» і транспортному космічному кораблі «Союз-21», за відмінне виконання завдань, що є новим кроком в освоєнні космосу в ім 'я щастя і миру на землі                      | 16 грудня 1976  |
| 8  | Волинов Борис Валентинович       | Двічі Герой Радянського Союзу, льотчик-космонавт СРСР | За мужність і героїзм, проявлені під час здійснення тривалого польоту на орбітально-науковій станції «Салют-5» і транспортному космічному кораблі «Союз-21», за відмінне виконання завдань, що є новим кроком в освоєнні космосу в ім'я щастя і миру на землі                       | 16 грудня 1976  |
| 9  | Дашко Микола Григорович          | Бригадир комплексної бригади комбінату «Херсонбуд», педагог, Герой Соціалістичної Праці, депутат Верховної Ради СРСР трьох скликань | | 23 вересня 1986 |
| 10 | Федоров Олексій Федорович        | Організатор партизанського руху у часи Другої світової війни, Двічі Герой Радянського Союзу, перший секретар обкому компартії Херсонської області (1944—1949) | | 2 червня 1988   |
| 11 | Заботін Всеволод Федорович       | Директор Херсонського суднобудівного заводу, Герой Соціалістичної Праці, лауреат Ленінської та Державної премій | | 2 червня 1988   |
| 12 | Мірошніченко Віктор Іванович     | Генеральний директор ЗАТ «Красень», кавалер двох орденів Трудового Червоного Прапора, Лауреат рейтингу «Золота Фортуна» | | 27 вересня 1994 |
| 13 | Проценко Діна Йосипівна          | Голова виконкому Херсонської обласної ради (1969—1978), голова Державного комітету УРСР з охорони природи (1978—1988), депутат Верховної Ради УРСР чотирьох скликань, кавалер орденів «Знак Пошани», Трудового Червоного Прапора, Жовтневої Революції, Дружби народів, Княгині Ольги III та II ступенів                                                            | | 27 вересня 1994 |
| 14 | Сандік Борис Мотлійович          | Генеральний директор проектно-будівельної фірми «Херсонбуд», кавалер орденів «Знак Пошани» та Трудового Червоного Прапора | | 27 вересня 1994 |
| 15 | Пластун Микола Васильович        | Директор підприємства «Херсонміськсвітло», кавалер ордена «Знак Пошани» | | 9 липня 1996    |
| 16 | Клименко Зоя Сергіївна           | Заслужений лікар України, кандидат медичних наук, має 12 друкованих праць, кавалер орденів «Знак Пошани» та Трудового Червоного Прапора | | 9 липня 1996    |
| 17 | Ковальов Віктор Павлович         | Декан філологічного факультету Херсонського педагогічного інституту, Заслужений працівник вищої школи України, кавалер орденів Червоного Прапора, Червоної Зірки, Вітчизняної війни І ступеня та II ступенів | | 9 липня 1996    |
| 18 | Добрикін Ілля Семенович          | Директор Херсонської обласної філармонії, кавалер ордена «Знак Пошани», Заслужений працівник культури України | | 18 грудня 1997  |
| 19 | Горностаєв Євген Вікентійович    | Краєзнавець, автор краєзнавчих робіт, публікацій у місцевій пресі статей з історії Херсона | | 12 червня 1998  |
| 20 | Латиніна Лариса Семенівна        | Дев'ятиразова чемпіонка Олімпійських Ігор, заслужений майстер спорту СРСР, кавалер орденів Леніна і Трудового Червоного Прапора | | 27 квітня 2000  |
| 21 | Карабелеш Євген Євгенович        | Головний лікар клінічної лікарні Суворовського району, «Відмінник охорони здоров'я України», кавалер орденів «Знак Пошани», Трудового Червоного Прапора, нагороджений Почесною грамотою Кабінету Міністрів України, має 5 наукових робіт | | 5 вересня 2003  |
| 22 | Уманський Микола Гнатович        | Начальник Херсонського облжитлоуправління, голова Херсонської міської ради ветеранів, кавалер орденів Трудового Червоного Прапора, Червоної Зірки, Вітчизняної війни | За значний особистий внесок у розвиток ветеранського руху в місті Херсоні, багаторічну плідну працю на посаді голови міської ради ветеранів, активну суспільно — політичну діяльність.                                                                                              | 7 вересня 2004  |
| 23 | Гармаш Сергій Леонідович         | Народний артист Росії, ведучий актор театру «Современник», актор кіно, володар премії «Золотий орел» (2004), кінопремії «Білий Слон» (2006). | За суттєвий внесок у культурний розвиток м. Херсона, уславлення міста своїми творчими здобутками та на честь 230-ї річниці міста Херсона | 5 вересня 2008  |
| 24 | Бабенко Микола Іванович          | Кандидат технічних наук, директор фізико-математичного ліцею при Херсонському державному технічному університеті, Заслужений вчитель України, Відмінник освіти України, дипломант конкурсу «100 найкращих шкіл України», всеукраїнських відзнак «Золота фортуна» та «Флагман освіти України».                                                                      | За вагомий і результативний внесок у навчання та виховання учнівської молоді, яка гідно представляє місто Херсон, та на честь 231-ї річниці заснування міста | 28 серпня 2009  |
| 25 | Мішуков Олег Васильович          | Доктор філологічних наук, перший проректор Херсонського державного університету, професор кафедри світової літератури та культури, член Національної спілки журналістів України, Міжнародної спілки письменників, академік Академії педагогічних і соціальних наук РФ, Заслужений працівник культури України, Заслужений діяч мистецтв України                     | За вагомий і результативний внесок у навчання та виховання учнівської молоді, яка гідно представляє місто Херсон, культурно-просвітницьку роботу серед громади міста та на честь 231-ї річниці заснування міста                                                                     | 28 серпня 2009  |
| 26 | Андрієць Олександр Федорович     | Учасник німецько-радянської війни, визволитель Херсона. | | 27 серпня 2010  |
| 27 | Васильєв Василь Васильович       | Учасник німецько-радянської війни. | | 27 серпня 2010  |
| 28 | Курган Володимир Петрович        | Учасник німецько-радянської війни. | | 27 серпня 2010  |
| 29 | Перетяпко Дмитро Кирилович       | Учасник німецько-радянської війни, визволитель Херсона. | | 27 серпня 2010  |
| 30 | Рябко Віталій Опанасович         | Учасник німецько-радянської війни. | | 27 серпня 2010  |
| 31 | Уманець Сергій Якович            | Учасник німецько-радянської війни. | | 27 серпня 2010  |
| 32 | Чабанов Сергій Іванович          | Учасник німецько-радянської війни. | | 27 серпня 2010  |
| 33 | Яковлєв Олександр Ілліч          | Учасник німецько-радянської війни, визволитель Херсона. | | 27 серпня 2010  |
| 34 | Ярковий Петро Іванович           | Учасник німецько-радянської війни, визволитель Херсона. | | 27 серпня 2010  |
| 35 | Альперт Алеан Олександрович      | Фотохудожник. Заслужений працівник культури України. | За багаторічну плідну творчу діяльність, яка прославляє місто Херсон, відтворює його історію, сьогодення, майстерність і неповторність у створенні образів земляків. | 26 серпня 2011  |
| 36 | Корнілова Світлана Іванівна      | Депутат Херсонської міської ради. | За вагомий внесок у розвиток економіки міста, активну депутатську діяльність, участь у житті територіальної громади. | 26 серпня 2011  |
| 37 | Ривкін Семен Ізрайлевич          | Музикант, заслужений працівник культури України. Викладач Херсонського музичного училища. | За вагомий внесок у розвиток культури в місті, педагогічну майстерність, завдяки якій учнівська молодь гідно представляє місто Херсон за його межами. | 26 серпня 2011  |
| 38 | Барбін Леонід Миколайович        | Керівник Вищого училища фізичної культури Херсонської обласної ради. | | 9 серпня 2012   |
| 39 | Громихін В'ячеслав Михайлович    | Архітектор. | За сумлінне служіння громаді міста Херсона, особистий внесок у забудову міста, заслуги в розвитку архітектури та містобудування, високий професіоналізм. | 9 серпня 2012   |
| 40 | Калінічев Микола Олександрович   | Голова Херсонської міської ради у 1983—1990 роках. | | 9 серпня 2012   |
| 41 | Назаренко Володимир Павлович     | Депутат Херсонської міської ради (6 скликань), обласної ради (4 скликання). Лауреат Державної премії УРСР. | За особистий внесок у розвиток електронної промисловості України. | 9 серпня 2012   |
| 42 | Сліпич Анатолій Леонідович       | Заслужений діяч мистецтв України. Член Національної спілки художників України. Член Спілки дизайнерів України. | | 9 серпня 2012   |
| 43 | Ємельянов Михайло Андрійович     | Книголюб, колекціонер та меценат, ветеран Другої світової війни. | За особистий внесок у культурний розвиток міста. | 30 серпня 2013  |
| 44 | Ходаковський Володимир Федорович | Державний та освітній діяч. | За особливі заслуги перед містом, вагомий особистий внесок у розбудову Херсона і розвиток місцевого самоврядування. | 30 серпня 2013  |
| 45 | Казначеєв Володимир Петрович     | Ветеран німецько-радянської війни, учасник бойових дій. | За мужність і героїзм, проявлені в роки німецько-радянської війни, багаторічну самовіддану працю і активну громадську діяльність, зміцнення міжнародного авторитету України, особистий внесок у соціально-економічний розвиток країни та міста Херсона.                             | 30 серпня 2013  |
| 46 | Кичинський Анатолій Іванович     | Поет, член Національної спілки письменників України. | За прославлення міста Херсона творчими здобутками. | 30 серпня 2013  |
| 47 | Смоленцев Володимир Дмитрович    | Помічник начальника Херсонського морського торговельного порту. | За особистий внесок у роботу виробництва та господарської діяльності Херсонського морського торговельного порту. | 30 серпня 2013  |
| 48 | Ушкаренко Віктор Олександрович   | Доктор сільськогосподарських наук, професор, академік Національної академії аграрних наук України. | За значний внесок у соціальний, економічний та культурний розвиток міста, вагомі досягнення у галузі науки та освіти, зміцнення міжнародного авторитету міста Херсона, збагачення національної духовної спадщини, благодійну гуманістичну та громадську діяльність.                 | 30 серпня 2013  |
| 49 | Загороднюк Федір Іванович        | Художник, заслужений художник України. | За активну життєву позицію, бездоганні моральні і ділові якості, високі творчі здобутки, якими він прославляє Херсон і вносить вагомий внесок у набуття ним привабливих і сприятливих умов для проживання його мешканців, високі патріотичні почуття до рідного міста і до України. | 12 вересня 2014 |
| 50 | Ломако Людмила Василівна         | Головний лікар Херсонської міської клінічної лікарні імені О. С. Лучанського, заслужений лікар України. | За вагомий внесок у формування нового позитивного іміджу міста Херсона в Україні, прагнення до вдосконалення і втілення нового. | 12 вересня 2014 |
| 51 | Бардачов Юрій Іванович           | Ректор Херсонського національного технічного університету. | За особливі заслуги перед містом, вагомий особистий внесок у соціальний та культурний розвиток Херсона, за вагомі досягнення в галузях науки, освіти, культури, охорони здоров'я перед Херсоном.                                                                                    | 12 вересня 2014 |
| 52 | Суворов Павло Якович             | Колишній директор з реалізації та маркетингу ВАТ «Херсонський суднобудівний завод». | За активну життєву позицію, багаторічну трудову працю, передачу безцінного багаторічного досвіду та уміння молодому поколінню. | 12 вересня 2014 |
| 53 | Янченко Григорій Миколайович     | Український військовий волонтер, переможець конкурсу «Благодійна херсонщина»—2014 та Національного конкурсу «Благодійна Україна»—2014 (номінація: «Благодійник — фізична особа»). Лицар «ордену Народний Герой України». | За особливі заслуги перед Херсоном, активну громадську діяльність у допомозі Українській армії, вагомий особистий внесок у патріотичне виховання молоді. | 28 серпня 2015  |
| 54 | Боня Микола Михайлович           | Меліоратор, начальник управління будівництва «Укрводбуд». Герой Соціалістичної Праці (1980). Заслужений меліоратор Української РСР. | За вагомий особистий внесок у розвиток господарської та соціальної інфраструктури Херсона, наполегливу працю, прославлення міста здобутками та активну громадську діяльність. | 28 серпня 2015  |
| 55 | Бронштейн Віталій Авраамович     | Заслужений працівник та відмінник освіти України, публіцист, член Ради Регаонів Єврейської конфедерації України, Президіума Єврейської ради України та її представник по Херсонській області, почесний діяч Єврейської ради України. | За особливі заслуги перед Херсоном, вагомий особистий внесок у розвиток освіти міста, активну громадську діяльність, наполегливу працю, прославлення Херсона творчими здобутками.                                                                                                   | 28 серпня 2015  |
| 56 | Чуприна Володимир Григорович     | Український мистецтвознавець, живописець. | За особливі заслуги перед містом, вагомий особистий внесок у розвиток образотворчого мистецтва, активну громадську діяльність, наполегливу працю, прославлення Херсона творчими здобутками.                                                                                         | 28 серпня 2015  |
| 57 | Книга Олександр Андрійович       | Керівник Херсонського обласного академічного музично-драматичного театру імені М. Куліша. | За значний внесок у розвиток театрального мистецтва в Херсоні, позитивний вплив на формування естетичних смаків театрального глядача. | 28 серпня 2015  |
| 58 | Нєстєров Борис Олександрович     | Керівник громадської організації «Небо Таврії», член Херсонської міської громадської організації «Союз Чорнобиль України», отаман Козацької повітряної дивізії Міжнародного Союзу Козацтва в званні генерал-лейтенанта МСК. | За вагомі заслуги перед Херсоном, активну участь у громадському житті міста і в патріотичному вихованні молоді. | 28 серпня 2015  |
| 59 | Степанян Юрік Грантікович        | Скульптор. Заслужений діяч мистецтв України. | За значний внесок у розвиток монументального скульптурного мистецтва в місті, формування естетичних смаків херсонців. | 28 серпня 2015  |
| 60 | Всеволодов Сергій Сергійович     | Тренер з рукопашного бою та прикладного карате. Заслужений працівник фізичної культури і спорту України. | За значний внесок у розвиток та пропаганду спорту і здорового способу життя в Херсоні. | 28 серпня 2015  |
| 61 | Гаргола Микола Іванович          | Генерал-майор у відставці, громадський діяч. | За вагомий внесок у питаннях розбудови Збройних Сил та зміцнення обороноздатності держави, військово-патріотичне виховання молоді, особистий внесок у розбудову Херсона та області.                                                                                                 | 31 серпня 2016  |
| 62 | Вірлич Август Ернестович         | Краєзнавець, письменник. | За вагомий внесок у культурний розвиток Херсона, культурно-просвітницьку діяльність у сфері краєзнавства, історії українського козацтва та висвітлення реалій Другої світової війни.                                                                                                | 31 серпня 2016  |
| 63 | Расторгуєва Катерина Пантеліївна | Диктор, телеведуча, заслужений журналіст України. | За багаторічну творчу працю в телепросторі області. | 31 серпня 2016  |
| 64 | Корчагіна Катерина Борисівна     | Педагог, відмінник освіти України. | За вмілу організацію дитячого колективу, високі моральну та громадянську позиції, залучення дітей з обмеженими здібностями до суспільно корисної діяльності та їхньої адаптації в соціумі.                                                                                          | 31 серпня 2016  |
| 65 | Василенко Микола Олександрович   | Письменник, поет, перекладач, член Національної спілки письменників України. Лауреат Всеукраїнських літературних премій імені Василя Мисика та імені Яра Славутича, державної іменної стипендії, державної іменної стипендії громадянам України, які зазнали переслідувань за правозахисну діяльність.                                                             | За активну громадянську позицію, благодійну та культурно-просвітницьку діяльність. | 31 серпня 2016  |
| 66 | Гоноболін Олександр Чарльзович   | Композитор, заслужений артист УРСР, член Національної спілки композиторів України. | За значний внесок у музичне та культурне життя м. Херсона, збереження, розвиток і пропагування української національної музичної культури. | 31 серпня 2016  |
| 67 | Параскевич Павло Кіндратович     | Дослідник творчості Олеся Гончара, Михайла Коцюбинського, Андрія Малишка та багатьох інших українських письменників. Кандидат філологічних наук, член правління Таврійської фундації. | За мужність, виявлену під час Другої світової війни, та багаторічну плідну працю в царині досліджень з літератури і краєзнавства Херсона на благо Херсонської міської територіальної громади.                                                                                       | 30 серпня 2017  |
| 68 | Пентилюк Марія Іванівна          | Професор кафедри мовознавства факультету філології та журналістики Херсонського державного університету. | За багаторічну громадську діяльність у місті Херсоні та області, пропаганду ідеї відродження української мови й української державності, виховання молодих людей справжніми патріотами України.                                                                                     | 30 серпня 2017  |
| 69 | Ромаскевич Юрій Олексійович      | Доктор медичних наук, заслужений лікар України. | За значний внесок у розвиток фізичної культури і спорту, вагомі досягнення у галузі охорони здоров'я на благо Херсонської міської територіальної громади. | 30 серпня 2017  |
| 70 | Тихонов Ігор Олексійович         | Громадський діяч. | За мужність, виявлену під час звільнення Херсона та Криму під час Другої світової війни, плідну освітню та просвітницьку діяльність, літературну творчість, яка висвітлює події Другої світової війни на Херсонщині та в Криму.                                                     | 30 серпня 2017  |
| 71 | Гайдамака Василь Васильович      | Громадський діяч, автор пісень. | За багаторічну громадську діяльність, успіхи у патріотичному вихованні молоді і громадській діяльності на благо Херсонської міської територіальної громади. | 5 вересня 2017  |
| 72 | Бєляєв Юрій Іванович             | Відмінник освіти України, заслужений працівник народної освіти України. Радник ректора Херсонського державного університету, професор кафедри російської мови та загального мовознавства. | За вагомий внесок у соціальний розвиток м. Херсона, забезпечення сталого та послідовного підвищення рівня Херсонського державного університету, успіхи у професійній освітянській діяльності на благо Херсонської міської територіальної громади.                                   | 5 вересня 2017  |
| 73 | Марущак Анатолій Петрович        | Журналіст, заслужений журналіст України. | За вагомий внесок в українську журналістику, заслуги перед громадою міста у створенні документального літопису Херсона другої половини XX століття, значний внесок у літературну скарбницю та на честь 240-ї річниці міста Херсона.                                                 | 28 серпня 2018  |
| 74 | Мілославський Михайло Борисович  | Головний тренер жіночої гандбольної команди суперліги «Дніпрянка» | За особливі заслуги та вагомий внесок у розвиток гандболу в Херсоні, заслуги перед територіальною громадою Херсона та на честь 240-ї річниці міста Херсона. | 28 серпня 2018  |
| 75 | Ремига Леонід Тимофійович        | Головний лікар КЗ «Херсонська міська клінічна лікарня ім. А. і О. Тропіних». «Заслужений лікар України». | За значний внесок у розвиток галузі охорони здоров'я міста та на честь 240-ї річниці міста Херсона. | 28 серпня 2018  |
| 76 | Уманець Галина Іванівна          | Координатор Херсонського Центру допомоги ЗСУ. | За активну громадську діяльність, внесок у збереження миру на території Херсона, багаторічну віддану волонтерську роботу та зміцнення патріотичного духу в місті та на честь 240-ї річниці міста Херсона                                                                            | 28 серпня 2018  |
| 77 | Мазуряк Олег Петрович            | Головний лікар Херсонського обласного кардіологічного диспансера. Заслужений лікар України. | За багаторічну сумлінну працю, високий професіоналізм, відданість справі, громадську позицію, значний особистий внесок у зміцнення здоров'я населення міста, а також у розвиток — розбудову амбулаторно-поліклінічної та кардіологічної служб Херсона.                              | 22 серпня 2019  |
| 78 | Лопушинський Іван Петрович       | Завідувач кафедрою державного управління і місцевого самоуправління ХНТУ. Заслужений працівник освіти України. | За значний особистий внесок у соціальний, економічний та культурний розвиток Херсона, вагомі досягнення в галузі науки та освіти, активну громадську та благодійну діяльність. | 22 серпня 2019  |
| 79 | Гладштейн Лев Ілліч              | Почесний працівник сфери ЖКГ України ІІ ступеня. | За багаторічну професійну працю у галузі житлово-комунального господарства міста Херсона. | 22 серпня 2019  |
| 80 | Коваленко Володимир Ілліч        | Директор дитячої музичної школи № 1 міста Херсона. | За вагомий особистий внесок у культурно-мистецьку спадщину міста Херсона, визначні досягнення у професійній діяльності на благо рідного краю та активну громадську діяльність, удосконалення системи дитячого естетичного виховання і музичної освіти в місті Херсоні.              | 28 серпня 2020  |
| 81 | Лушников Віктор Федорович        | Тренер з боротьби. Заслужений тренер України. Заслужений працівник фізичної культури і спорту України. | За вагомий особистий внесок у популяризацію фізичної культури і спорту, активну роботу із виховання молоді на засадах здорового способу життя. | 28 серпня 2020  |
| 82 | Пентилюк Іван Іларіонович        | Головний лікар Херсонської міської клінічної лікарні ім. А. і О. Тропіних | За значний внесок у розвиток галузі охорони здоров'я міста. | 28 серпня 2020  |
| 83 | Рибальченко Олена Павлівна       | Художниця | За особистий внесок у розвиток української культури і Херсона як мистецького краю. | 28 серпня 2020  |
| 84 | Шарковський Володимир Леонідович | Головний лікар Херсонської міської клінічної лікарні імені О. С. Лучанського | За значний особистий внесок у розвиток хірургічної допомоги населенню міста Херсона та області. | 28 серпня 2020  |
| 85 | Вечерок Євгеній Матвійович       | Тренер-викладач з настільного тенісу в Херсонській міській дитячо-юнацькій спортивній школі № 3 Херсонської міської ради та вчитель фізичної культури в Херсонському фаховому спортивному коледжі Херсонської обласної ради, майстер спорту СРСР, суддя міжнародної категорії, заслужений тренер України, заслужений працівник фізичної культури і спорту України. | За вагомий особистий внесок у розвиток та популяризацію фізичної культури і спорту, активну роботу із виховання молоді на засадах здорового способу життя. | 28 серпня 2020  |
| 86 | Жирнова Тамара Георгіївна        | Член президії обласного комітету профспілок працівників культури, член міської та обласної ради ветеранів. | За багаторічну громадську і трудову діяльність, активну участь у розбудові Херсона | 28 серпня 2020  |